# Yashmakia loxozyga
Yashmakia loxozyga là một loài bướm đêm trong họ Geometridae.